# Leiocephalus cubensis
Leiocephalus cubensis är en ödleart som beskrevs av  Gray 1840. Leiocephalus cubensis ingår i släktet rullsvansleguaner och familjen Tropiduridae.
Arten förekommer i Kuba och på tillhörande mindre öar.

## Underarter
Arten delas in i följande underarter:
- L. c. cubensis
- L. c. gigas
- L. c. minor
- L. c. pambasileus
- L. c. paraphrus